# Uniwersytet w Splicie
Uniwersytet w Splicie (chorw. Sveučilište u Splitu) – publiczna szkoła wyższa w Splicie w Chorwacji. Jest członkiem Europejskiego Stowarzyszenia Uniwersytetów.

## Historia
Uczelnia została założona 15 czerwca 1974 roku. Jej pierwszym rektorem został prof. dr Dinko Foretić. Najmłodszym wydziałem uczelni jest Wydział Wychowania Fizycznego, który powstał w 2008 roku.

### Lista rektorów
1. Prof. dr Dinko Foretić (1974−1978)
2. Prof. dr Pavao Domančić (1977−1980)
3. Prof. dr Anton Afrić (1980−1982)
4. Prof. dr Ivo Borković (1982−1984)
5. Prof. dr Milojko Ćišić (1984−1987)
6. Prof. dr Stjepan Lipanović (1987−1989)
7. Prof. dr Josip Lovrić (1989−1992)
8. Prof. dr Dražen Štambuk (1992−1993)
9. Prof. dr Petar Slapničar (1993−1998)
10. Prof. dr Ivo Babić (1998−2002)
11. Prof. dr Ivan Pavić (2002−2014)
12. Prof. dr Šimun Anđelinović (2014−)

- Źródło[1]

## Wydziały
- Katolicki Wydział Teologiczny (Katolički bogoslovni fakultet)
- Wydział Budownictwa, Architektury i Geodezji (Fakultet građevinarstva, arhitekture i geodezije u Splitu)
- Wydział Ekonomiczny (Ekonomski fakultet)
- Wydział Elektrotechniki, Inżynierii Mechanicznej i Stoczniowy (Fakultet elektrotehnike, strojarstva i brodogradnje)
- Wydział Filozoficzny (Filozofski fakultet u Splitu)
- Wydział Medyczny (Medicinski fakultet)
- Wydział Nauk Morskich (Pomorski fakultet)
- Wydział Nauk Przyrodniczych i Matematycznych (Prirodoslovno-matematički fakultet)
- Wydział Prawa (Pravni fakultet)
- Wydział Technologii Chemicznej (Kemijsko-tehnološki fakultet)
- Wydział Wychowania Fizycznego (Kineziološki fakultet)

- Źródło[5]